# John Tuzo Wilson
Pour les articles homonymes, voir John Wilson et Wilson.
John Tuzo Wilson, né le 24 octobre 1908 à Ottawa (Ontario, Canada) et mort le 15 avril 1993 à Toronto (idem), est un géophysicien et géologue canadien.

## Biographie
Wilson naît de parents d'origine écossaise à Ottawa. Il est le premier étudiant en géophysique du Canada au Trinity College de l'Université de Toronto où il est diplômé en 1930. Il poursuit ses études au St John's College de l'Université de Cambridge et à l'Université de Princeton. Il obtient son doctorat en 1936. À la fin de ses études Wilson s'engage dans l'armée canadienne et il sert pendant la Seconde Guerre mondiale, il quitte l'armée avec le rang de colonel
Tuzo Wilson est reconnu pour ses travaux concernant la tectonique des plaques. Bien qu'il ne s'y intéresse qu'à partir des années 1960, il joue un rôle majeur dans le développement de cette théorie. C'est lui qui pointe la création de l'archipel d'Hawaï par le déplacement d'une plaque couvrant une grande part du Pacifique qui se déplace vers le nord-ouest au-dessus d'un point chaud. Il émet aussi l'idée des failles transformantes, deux plaques se déplacent en coulissant horizontalement l'une par rapport à l'autre, par exemple la faille de San Andreas.
John Tuzo Wilson décrit le « ballet » des continents à la surface de la Terre, qui comme actuellement se retrouvent fragmentés et dispersés, ou comme durant la période entre 300 et 200 Ma, sont regroupés en un unique supercontinent, la Pangée pour cette époque, selon un cycle auquel on a donné son nom, le cycle de Wilson.

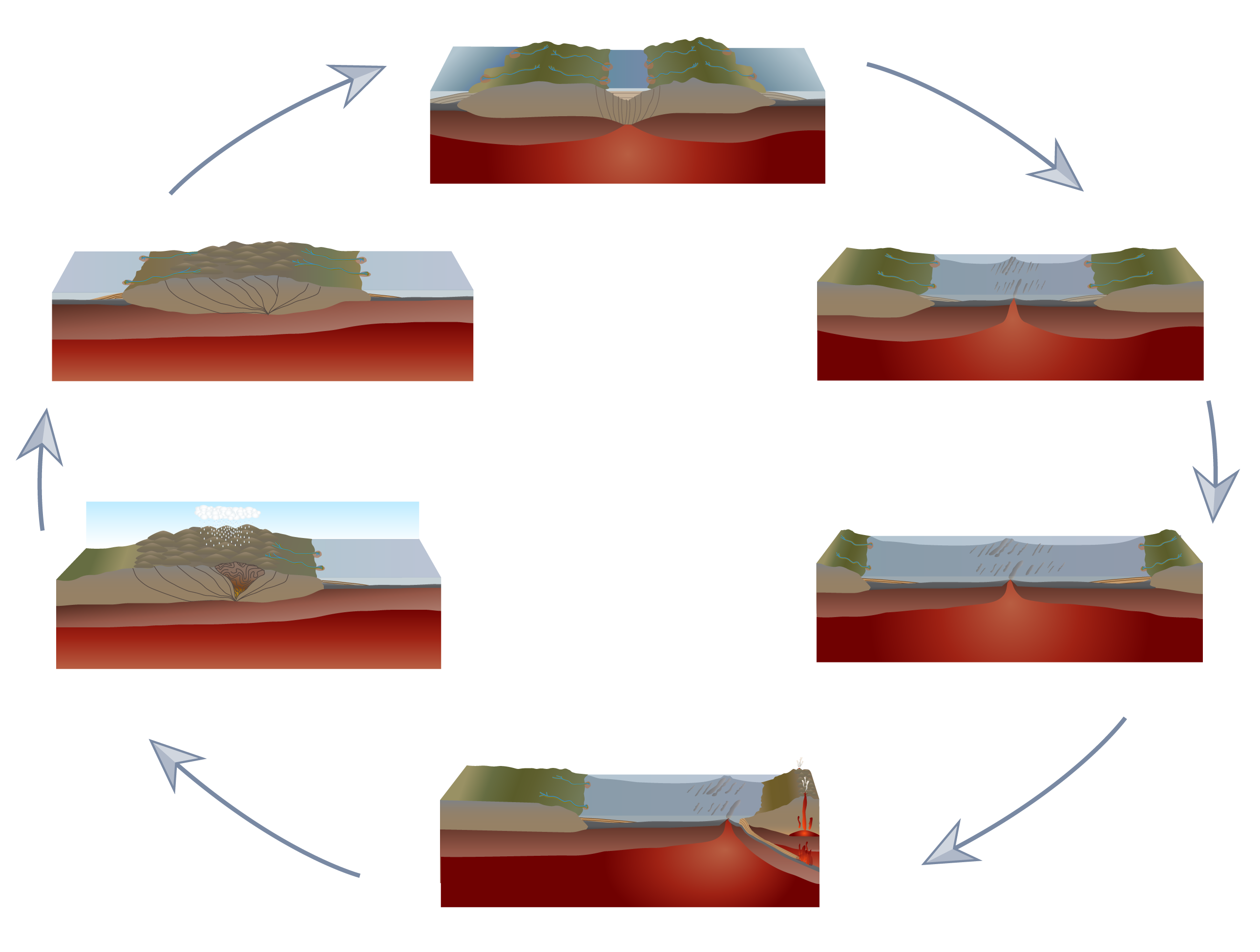
Cycle de Wilson avec fragmentation puis agrégation des continents.

## Honneurs
- 1968 - Société royale du Canada
- 1968 - Médaille Penrose
- 1969 - Officier de l'Ordre du Canada
- 1974 -  Compagnon de l'Ordre du Canada
- 1978 - Médaille Wollaston
- 1986 - Honorary fellow de la Royal Society.
- 1989 - Prix Izaak-Walton-Killam

- Membre du Panthéon de la science et de l'ingénierie canadiennes

La médaille John Tuzo Wilson est nommé en son honneur.